# Włodzimierz Jan Zakrzewski
Włodzimierz Jan Zakrzewski (ur. 22 listopada 1946 roku w Łodzi, zm. 21 lutego 2025 w Warszawie) – polski artysta, malarz, rysownik.

## Życiorys
Syn malarzy Elżbiety Owsepian-Zakrzewskiej i  Włodzimierza Zakrzewskiego. W latach 1964–1970 studiował malarstwo na Wydziale Malarstwa i Grafiki ASP w Warszawie. Dyplom obronił w 1970 roku w pracowni Krystyny Łady-Studnickiej. Wystawiał prace w galeriach i muzeach Europy i Stanów Zjednoczonych.
W latach 1981–2000 mieszkał i pracował w USA, a następnie w Warszawie. Jego pracownia mieściła się w domu przy ul. Kościelnej 10 lok. 5.

## Prace w zbiorach
Muzeum Narodowe w Warszawie, Muzeum Sztuki w Łodzi, Stedelijk Museum w Amsterdamie, Museum Bochum w Bochum, Galeria Zachęta w Warszawie, Galeria Foksal w Warszawie, Centrum Sztuki Współczesnej Zamek Ujazdowski w Warszawie, Centrum Sztuki Współczesnej „Znaki Czasu” w Toruniu, Muzeum Górnośląskie w Bytomiu, Muzeum Narodowego w Poznaniu, Brooklyn Museum w Nowy Jorku, Haags Gemeentemuseum w Hadze, De Pont Foundation w Tilburgu.

## Wystawy indywidualne
- 1976 – Włodzimierz Jan Zakrzewski jr. Malarstwo, Galeria Zapiecek, Warszawa
- 1976 – Włodzimierz Jan Zakrzewski, Malarstwo, Galerie Artek, Helsinki
- 1978 – (z Tomaszem Ciecierskim), Galeria Krytyków, Warszawa
- 1979 – Włodzimierz Jan Zakrzewski, Malarstwo, Galeria Zapiecek, Warszawa
- 1981 – Po trzech latach (z Tomaszem Ciecierskim), Galeria Krytyków, Warszawa
- 1981 – Vladimir Zakrzewski, Drawing and Painting, Marian Goodman Gallery, Nowy Jork
- 1981 – Włodzimierz Jan Zakrzewski, Galerie Artek, Helsinki
- 1981 – Galerie Jack Visser, Amsterdam
- 1983 – Vladimir Jan Zakrzewski, Wetering Galerie, Amsterdam
- 1984 – Włodzimierz Jan Zakrzewski – Rysunki i grafika, Galerie Artek, Helsinki
- 1985 – Vladimir Zakrzewski, Recent Paintings and Drawings, Wetering Galerie, Amsterdam
- 1985 – Vladimir Zakrzewski, Galerie Nouvelles Images, Haga (z Tomaszem Ciecierskim)
- 1985 – Vladimir Zakrzewski, Vanderwoude/Tananbaum Gallery, Nowy Jork
- 1986 – Vladimir Zakrzewski, Galerie Ralph Kleinsimlinghaus, Düsseldorf
- 1987 – Vladimir Zakrzewski, Marlene Eleini Gallery, Londyn
- 1987 – Vladimir Zakrzewski, Haags Gemeentemuseum, Haga
- 1987 – Vladimir Zakrzewski, Museum Bochum, Bochum
- 1987 – Vladimir Jan Zakrzewski, Galerie Nouvelles Images, Haga
- 1987 – Vladimir Zakrzewski, Recent Paintings and Drawings, Vanderwoude/Tananbaum Gallery, Nowy Jork
- 1988 – Vladimir Zakrzewski, Ralph Kleinsimlinghaus Ausstellungen, Düsseldorf
- 1989 – Włodzimierz Jan Zakrzewski, Galeria Pawła Sosnowskiego, Warszawa
- 1989 – Vladimir Zakrzewski. Drawings of the 1980s, Brooklyn Museum, Nowy Jork
- 1990 – Vladimir Jan Zakrzewski, Wetering Galerie, Amsterdam
- 1993 – Włodzimierz Jan Zakrzewski, Galeria Foksal, Warszawa
- 1994 – Włodzimierz Jan Zakrzewski – Paintings and Drawings, Galerie Tanya Rumpf, Haarlem
- 1994 – Jan Zakrzewski – Paintings, Galerie Franck + Schulte, Berlin
- 1996 – Jan Zakrzewski, Recent Painting, TZ’Art & Co. Gallery, Nowy Jork
- 1996 – Żółty pejzaż / Yellow Landscape, Galeria Zachęta, Warszawa
- 1997 – Jan Zakrzewski. New Works, Galerie Franck + Schulte, Berlin
- 1998 – Jan Zakrzewski – My Landscape, TZ’Art & Co. Gallery, Nowy Jork
- 2000 – Włodzimierz Jan Zakrzewski. Punkty odniesienia, Muzeum im. Xawerego Dunikowskiego, Warszawa
- 2001 – Włodzimierz Jan Zakrzewski. Obrazy z lat 90-tych, Galeria Arsenał, Białystok
- 2002 – Włodzimierz Jan Zakrzewski, Obrazy i rysunki, Galeria Ego, Poznań
- 2003 – Zakrzewski. Obrazy z lat 1949-2003, Galeria Foksal, Warszawa
- 2004 – Włodzimierz Jan Zakrzewski. Niebo nad Berlinem, Centrum Sztuki Współczesnej Zamek Ujazdowski, Warszawa
- 2004 – Jan Zakrzewski, Włodek on the Balcony, Thomas Schulte Gallery, Berlin
- 2004 – Jan Zakrzewski, Himmel über Berlin, Künstlerhaus Bethanien, Berlin
- 2004 – Włodzimierz Jan Zakrzewski, Vuoti di Memoria, Instytut Polski, Rzym
- 2005 – Włodzimierz Jan Zakrzewski, Niedaleko Łodzi, Galeria Ego, Poznań
- 2006 – Włodzimierz Jan Zakrzewski. Z Warszawy do Łodzi, i dalej..., Muzeum Górnośląskie, Bytom
- 2006 – Ciecierski/Zakrzewski, Czwarty raz razem (z Tomaszem Ciecierskim), PGS, Sopot
- 2008 – Włodzimierz Jan Zakrzewski. Pif-Paf! Bang, Bang, Galeria Le Guern, Warszawa
- 2011 – Włodzimierz Jan Zakrzewski, Muzeum Narodowe, Poznań
- 2014 – Alicja w Ogrodzie Saskim, Zachęta Narodowa Galeria Sztuki, Warszawa